# Shalom Europa

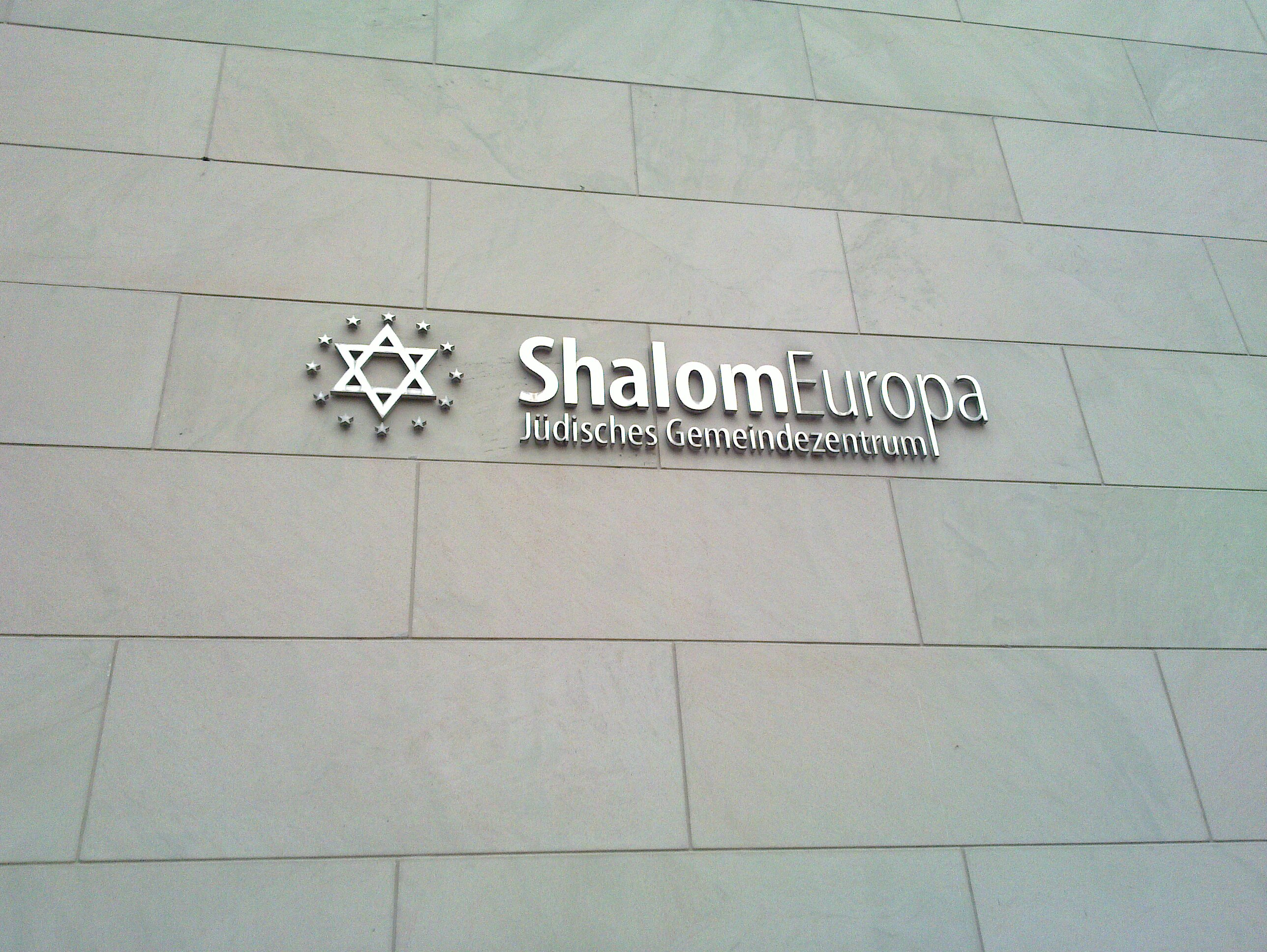
Aufschrift am jüdischen Gemeinde- und Kulturzentrum Shalom Europa

Shalom Europa ist ein 2006 eröffnetes jüdisches Gemeinde- und Kulturzentrum mit einem Museum, das die Jüdische Gemeinde Würzburg und der Bezirk Unterfranken gemeinsam mit dem Initiativkreis im Stadtbezirk Altstadt errichtet hat.

## Zielsetzung und Konzeption
Die Besucher können erfahren, was orthodoxes Judentum bedeutet. Es werden keine kulturgeschichtlichen Werte vorgeführt, sondern die Kontinuität der jüdischen Tradition. Videorecorder und Hologramme haben dabei einen höheren Stellenwert als rituelle Gegenstände. Mit modernen pädagogischen Mitteln ausgestattet und von den „Judensteinen“ gesteuert wird ein modernes und gleichzeitig traditionell-jüdisches Leben aufgezeigt. Diese Konzeption eines jüdischen „Erlebnishauses“ ist bislang einzigartig in Europa.

## Geschichte

### Historischer Hintergrund
Kultur bedeutet immer auch Erinnerungskultur. Auch die alte Gemeinde der Juden in Würzburg verankert sich in einem solchen „kulturellen Gedächtnis“. Gleiches gilt für die zweite Hälfte des 19. Jahrhunderts, als die Juden in Würzburg mit ihrem Rabbiner, dem „Würzburger Rav“ Seligmann Bär Bamberger, gegen jüdische Reformbestrebungen ankämpften. Solche Erinnerungen dienen in einem Museum als Wegweiser zur Darstellung traditionellen jüdischen Lebens in unserer Zeit.

### Nachkriegszeit
In der Nachkriegszeit des Zweiten Weltkrieges sammelten sich die überlebenden Juden im jüdischen Altenheim in der benachbarten Dürerstraße. 1964 wurde von der jüdischen Gemeinde der Neubau einer Synagoge in der Valentin-Becker-Straße beschlossen, welcher am 9. November 1966 begann. Die Architekten waren Rudolf Schlick und Hermann Guttmann. Bereits am 24. März 1970 wurde sie vom Münchener Rabbiner Hans Isaak Grünewald eingeweiht.

### Einrichtung des Dokumentationszentrums
In Trägerschaft der Stadt Würzburg und dem Bezirk Unterfranken wurde im März 1987 ein Dokumentationszentrum für Geschichte und Kultur im umgebauten ersten Stock des Altenheims eröffnet. „Das Zentrum versteht sich als zentrale Auskunftsstelle für die jüdische Geschichte in der Region. Es ruft die reichhaltige jüdische Geschichte und Kultur in Unterfranken durch regelmäßige Veranstaltungen (Vorträge, Ausstellungen und Publikationen) ins öffentliche Bewusstsein.“, so beschreibt die Jüdische Kultusgemeinde die Zielsetzung des Dokumentationszentrums. 1992 entstand eine Dauerausstellung zu Religion, Brauchtum und Geschichte der Juden in Unterfranken mit ungefähr 120 Ausstellungsstücken.

### Bau des Gemeindezentrums

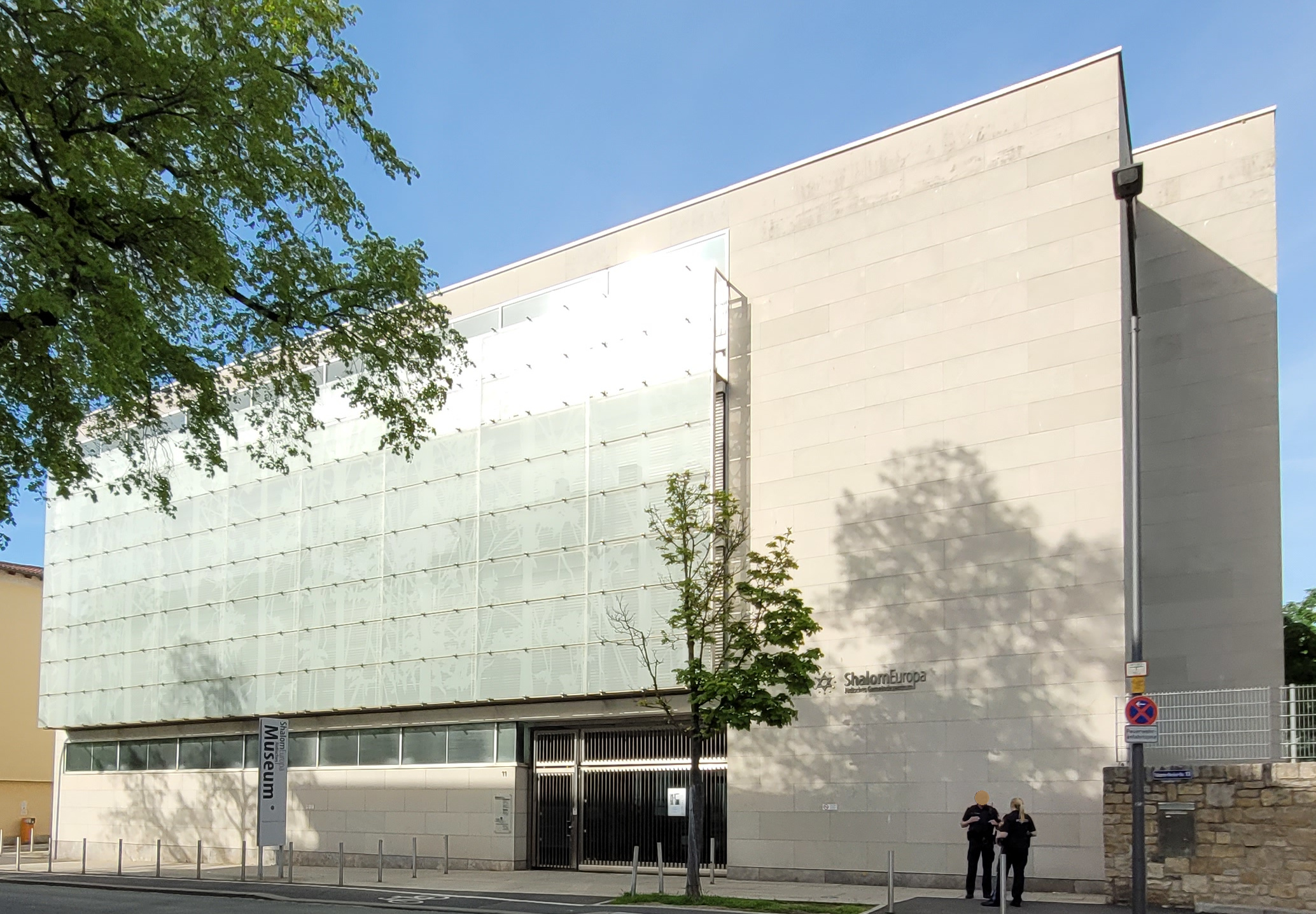
Jüdisches Gemeinde- und Kulturzentrum Shalom Europa

In den Jahren 1998/1999 wurden der Öffentlichkeit Pläne für ein Gemeindezentrum namens „Shalom Europa“ präsentiert. Der Spatenstich erfolgte am 1. November 2001. Die Ausführung des Baus geschah in zwei Abschnitten. Im Juni 2004 war der erste Abschnitt fertig und am 23. Oktober 2006 wurde der Gebäudekomplex mit einer großen Feier eingeweiht.
Das Dokumentationszentrum wurde in 2011 in Johanna-Stahl-Zentrum für jüdische Geschichte und Kultur in Unterfranken umbenannt.

## Gebäudekomplex
Der Gebäudekomplex umfasst (geordnet nach Fläche):
- Museum Shalom Europa mit Grabsteinlager (Fund beim Abriss der Landelektra in der Inneren Pleich)
- David-Schuster-Saal mit 400 Plätzen, Speisesaal, Foyer, koschere Küche
- Jugendräume, Schlafräume
- Gemeindebüro, Seminarräume
- Synagoge mit Foyer zum kleinen Saal
- Dokumentationszentrum Johanna-Stahl-Zentrum
- Altenclub
- Hausmeisterwohnung